# Hidria Spacefolk
Hidria Spacefolk es una banda finlandesa de rock progresivo,  rock psicodélico y rock espacial. El sonido del grupo es a menudo comparado al de bandas como Kingston Wall y Ozric Tentacles. La banda describe su estilo musical como Astro-Beat. Utilizan diferentes instrumentos musicales tales como violonchelo, violín, flauta, didyeridú, marimba, mandolina, sitar y vibráfono.
Su primer álbum, denominado HDRSF-1, fue producido de manera independiente en 2001, y el año 2002 estrenan Symbiosis, a través de Silence, una sello discográfico subsidiario de Wolfgang Records.
El 11 de julio de 2004, la banda actúa en primer lugar de la cartelera, abriendo el North East Art Rock Festival en Pensilvania, Estados Unidos. Su actuación queda registrada en el álbum en vivo Live Eleven am de 2005.
También en 2005 la banda abrió el segundo día del Festival Internacional de Rock Progresivo desarrollado en  Moscú, Rusia, denominado InProg.

## Miembros
- Mikko Happo: guitarras
- Sami Wirkkala: guitarras
- Veikko Aallonhuippu (anteriormente Sutinen): teclados y sintetizadores (2008- )
- Olli Kari: xilófono sintetizador, baquetas y percusiones (2010- y en álbumes Symbiosis, Balansia)
- Kimmo Dammert: bajo
- Teemu Kilponen: tambores

## Antiguos miembros
- Janne Lounatvuori: teclados (1999-2008)

## Discografía
- HDRSF-1 (2001, EP)
- Symbiosis (2002)
- Balansia (2004)
- Violently Hippy rmxs (2004, recopilación)
- Live Eleven am (2005, álbum en vivo)
- Symetria (2007)
- Live at Heart (2007, álbum en vivo)
- Astronautica (2012)